# 운암지수변공원
운암지 수변공원(Unam Waterfront Park, 雲岩池水邊公園)은 대구광역시 북구 구암동에 조성된 대구광역시의 공원이다. 북구 8경의 제3경에 해당하며, 칠곡3지구 주택지 개발 이후 저수지를 자연 그대로 보전해 주변 환경과 조화를 이루기 위하여 조성된 자연생태적 공원이다.

## 역사
운암지는 대략 일제강점기 시기에 조성된 것으로 알려져 있다. 인근 칠곡 들에 농업 용수를 공급하던 저수지였던 운암지는, 대구 칠곡3지구에 대규모 택지개발 이후 쓸모가 없게 된 저수지를 자연 그대로 보전하여 주변 환경과 조화를 이루어 조성되었다.

## 시설
운암지수변공원의 면적은 약 1만 7962㎡이며, 다양한 휴식 및 생태 체험 공간을 갖춘 공원이다. 주요 시설로는 휴게광장, 수변광장, 수변무대, 분수 및 계류시설, 생태학습원 등이 있다.
유아를 위한 모험놀이대, 야외학습장, 인디언집짓기, 집와이어(zip wire) 와 같은 놀이공간이 조성되어 있다. 2015년에 착공된 운암지 유아숲체험원은 가족 단위 관광객에게 특히 인기 있는 공간이다. 공원 내에는 멸종위기 야생식물 2급인 제비붓꽃, 부채붓꽃, 수련 등의 안내판이 설치되어 있어 생태학습장으로 활용되고 있으며, 잉어와 같은 물고기들을 직접 관찰할 수 있다.
2020년에는 물고기와 다양한 이미지를 이용한 로고라이트가 설치되어, 야간에는 로고라이트를 배경으로 한 포토존이 관광객들에게 큰 인기를 끌고 있다. 또한 운암지수변공원에서 시작하는 5㎞ 길이의 운암지 만보길은 옻골, 조야재, 전망대, 파거산성, 고분군 등을 경유하며 역사와 문화를 함께 느낄 수 있는 산책로로 많은 사랑을 받고 있다.

## 교통
- ● 대구 도시철도 3호선 칠곡운암역

북구지역 3호선 역사(북구청역~칠곡경대병원역) 개통 이후 많은 사람들이 찾고 있다.